# 逆変形十二・十二面体
逆変形十二・十二面体（Inverted snub dodecadodecahedron）とは、一様多面体の一種であり、小星型十二面体または大十二面体の面を、変形面が裏返るまでねじったものである。普通にねじった場合は変形十二・十二面体となる。

## 性質
- 構成面: 正三角形60枚、正五角形12枚、正5/2角形12枚
- 辺: 150
- 頂点: 60
- 頂点形状: 3, 3, 5/3, 3, 5
- シュレーフリ記号: sr{5/3, 5}
- ワイソフ記号: | 5/3 2 5
- 枠: 面が正確な正多角形ではない変形十二面体
- 双対: 中逆五角六十面体（英語版）